# Бер
Бер — застаріла позасистемна одиниця вимірювання еквівалентної дози опромінення.
1 бер — це доза опромінення, аналогічна за своєю біологічною дією дозі опромінення рентгенівськими променями 1 рентген.
Бер (біологічний еквівалент рентгена) — це кількість енергії будь-якого виду випромінювання, яке при поглинанні в 1 г біологічної тканини створює таку ж біологічну дію, що і гамма-випромінювання при дозі 1 Р. Бер — одиниця вимірювання біологічної дози.
У системі SI одиницею вимірювання еквівалентної дози є зіверт (Зв): 100 берів = 1 Зв.
Біологічна доза випромінювання (біологічна доза) — це кількість енергії іонізаційного випромінювання, яка визначає біологічний вплив на організм. Для характеристики біологічної дії, що створюється різними видами іонізаційних випромінювань, введено поняття відносної біологічної ефективності випромінювання (ВБЕ).
Відносна біологічна ефективність — це відношення поглиненої дози еталонного випромінювання, що викликає певний біологічний ефект до поглиненої дози досліджуваного випромінювання, яке дає такий же біологічний ефект. Оскільки рентгенівське і гамма-випромінювання викликають іонізацію внаслідок вторинних електронів, які утворюють таку ж лінійну щільність іонізації, що і бета-випромінювання, то ВБЕ для цих видів випромінювання однакова і дорівнює одиниці. Для інших видів випромінювань ВБЕ залежить від їхньої природи та енергії. Для альфа- і протонних випромінювань — 10, для нейтронного різних енергій — від 3 до 10, для важких ядер віддачі — 20.